# Lone Simonsen

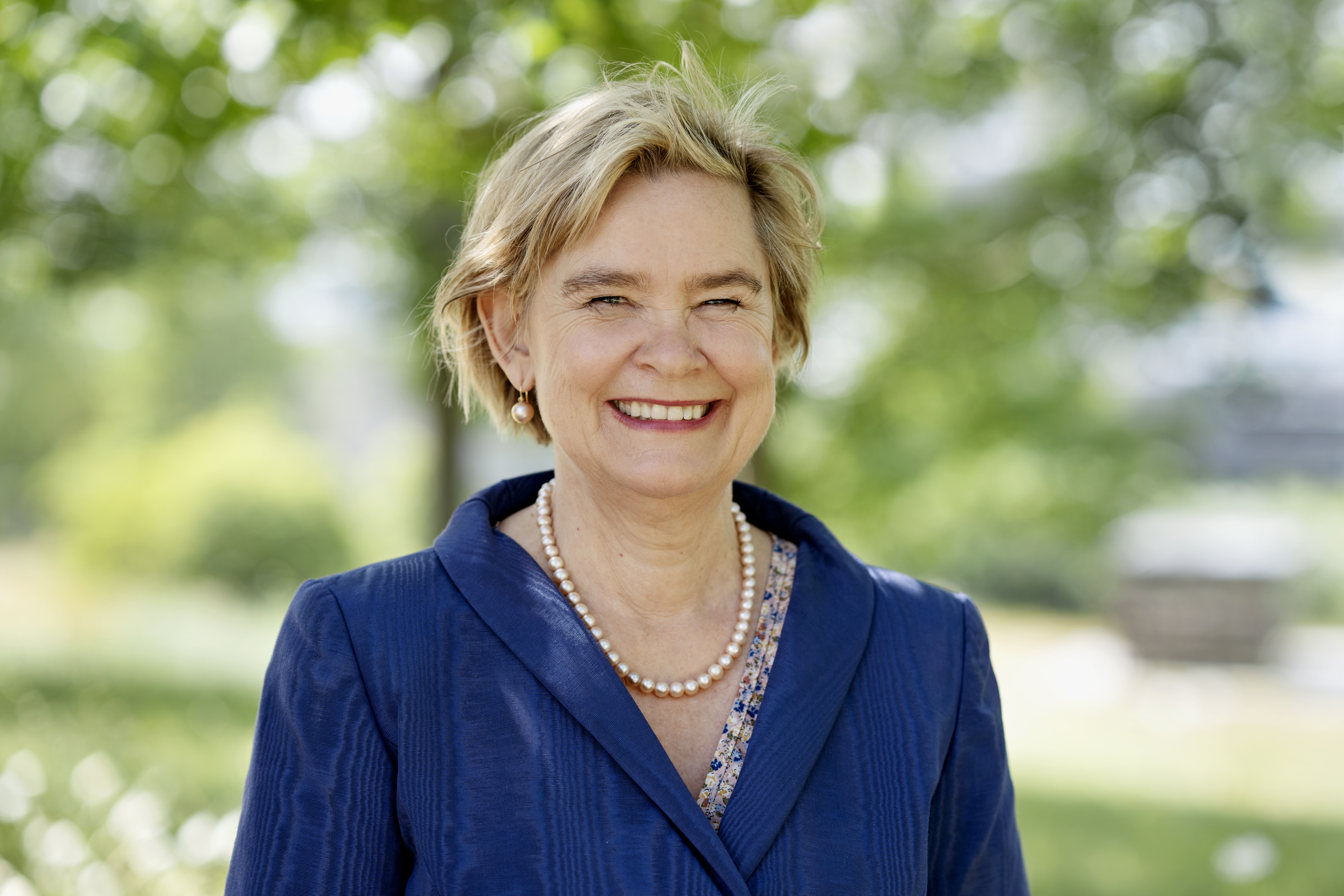
Lone Simonsen

Lone Simonsen (geboren 17. April 1959 in Kopenhagen) ist eine dänische Epidemiologin an der Universität Roskilde. Sie ist eine weithin anerkannte Epidemiologie-Expertin und erlangte vor allem im Zuge der COVID-19-Pandemie durch ihre mediale Präsenz Bekanntheit in Dänemark. Seit 2020 leitet sie die Forschungszentrum zu Pandemien, PandemiX Center of Excellence, gefördert von Danish National Research Foundation.

## Leben

### Ausbildung und beruflicher Werdegang
Simonsen schloss 1985 ihr Studium der Biologie und Chemie an der Universität Roskilde als Master ab und ging dann in die Vereinigten Staaten, wo sie 1992 an der University of Massachusetts, Amherst, in Populationsgenetik promovierte. Anschließend arbeitete sie als Postdoktorandin an der Technischen Universität Dänemarks im Bereich der mikrobiellen Ökologie, bevor sie zum amerikanischen CDC wechselte, an dem sie eine Ausbildung im Bereich der Epidemiologie von Infektionskrankheiten absolvierte.
Nach dem CDC arbeitete Simonsen bei der WHO und später am US National Institute of Health, wo sie über Grippepandemien forschte.  Von 2009 bis 2016 war sie Senior Fellow des RAPIDD-Forschungsnetzwerks für Modellierung, das vom Fogarty International Center betrieben wird. Im Jahr 2014 kehrte Simonsen nach Dänemark zurück, zunächst an die Universität Kopenhagen, an der sie die „Marie-Curie-Aktion-Gastprofessur“ annahm, dann an die Universität Roskilde. Darüber hinaus ist sie Professorin für Global Health an der George Washington University in Washington DC.
Sie ist gewähltes Mitglied der Königlich Dänischen Akademie der Wissenschaften und der American Epidemiological Society AES. Außerdem ist sie Vorstandsmitglied der europäischen OneHealth-Plattform.

### Forschungsschwerpunkte
In den vergangenen mehr als 30 Jahren arbeitete Simonsen zu Themen wie unsichere medizinische Injektionen, globale Muster von HIV/AIDS, Tuberkulose-Resistenz, SARS, Grippepandemie, E-Health-Daten, Überwachungssysteme und Bewertung von Impfprogrammen. Sie veröffentlichte mehr als 230 von Experten begutachtete Artikel, Buchkapitel und Kommentare.
Ihre Forschungsarbeiten konzentrieren sich derzeit auf die Modellierung der Ausbreitung und Belastung historischer und aktueller Pandemien und neu auftretender Infektionskrankheiten, Bevölkerungsübergänge im Gesundheitsbereich, die Bewertung pandemischer Bedrohungen (Influenza, Ebola, SARS usw.) und die Bewertung der Auswirkungen nationaler Impfprogramme für die Gates Foundation. Sie befasst sich auch mit „Big Data“-Themen; 2013 war sie Mitverfasserin einer kritischen Analyse von Google Flu Trends, die zu dessen Niedergang als Influenza-Überwachungsinstrument führte; 2016 redigierte sie eine JID-Sonderausgabe über „Big Data“ in der Überwachung von Infektionskrankheiten und leistete einen Beitrag dazu.

### COVID-19-Pandemie
Während der Coronavirus-Pandemie war Simonsen eine in den dänischen Medien häufig zitierte Epidemiologie-Expertin. Ihre große Präsenz in den Medien brachte ihr den Spitznamen „Corona-Lone“ ein. Spiegel Online bezeichnete die Dänin als „die vermutlich bekannteste Epidemiologin des Landes“.